# Radical Optimism Tour
A Radical Optimism Tour é a terceira turnê da cantora britânica Dua Lipa, feita para promover o seu terceiro álbum de estúdio, Radical Optimism (2024). A turnê teve seu início marcado no dia 5 de novembro de 2024 em Singapura, e deve concluir em 5 de dezembro de 2025 em Cidade do México, México.

### Antecedentes
Em 19 de março de 2024, Dua anunciou quatro shows promocionais exclusivos em clássicas casas de shows europeias e participações em diversos festivais ao redor do mundo, com os ingressos à venda a partir de 21 de março. Em 28 de maio de 2024, Lipa anunciou as datas da Ásia para a Radical Optimism Tour, com os ingressos à venda em 11 de junho.
Em 1 de julho de 2024, Dua anunciou seu primeiro show como artista principal no Estádio de Wembley, em Londres. Os ingressos foram colocados à venda em 12 de julho, e um show adicional no mesmo local foi anunciado logo após o primeiro esgotar. Em 12 de setembro, Lipa anunciou as datas dos concertos da turnê na Oceania, Europa e América do Norte. A pré-venda da artista e a venda geral foram anunciadas ao mesmo tempo. Seis dias depois, novas datas na Austrália, Nova Zelândia, França, Bélgica, Reino Unido e Estados Unidos foram anunciadas devido à alta demanda. Em 8 de novembro de 2024, Dua anunciou que o show em Jakarta no dia seguinte estava cancelado, alegando riscos de segurança relacionados à montagem do palco. Em 1 de abril de 2025, oito shows foram anunciados na América Latina, dos quais dois serão no Brasil. Após os ingressos esgotarem em Santiago, Buenos Aires e Cidade do México, novas datas foram anunciadas nestas cidades, respectivamente.

### Repertório

#### 2024
O repertório abaixo é representativo do concerto ocorrido em Singapura, realizado em 5 de novembro de 2024, podendo não corresponder necessariamente aos outros shows da turnê.
| Ato I 1. "Training Season" 2. "One Kiss" 3. "Illusion" 4. "End Of An Era" 5. "Break My Heart" 6. "Whatcha Doing" 7. "Levitating" Ato II 1. "These Walls" 2. "Be the One" 3. "Love Again" 4. "Pretty Please" | Ato III 1. "Hallucinate" 2. "New Rules" 3. "Electricity" 4. "Cold Heart" Ato IV 1. "Anything For Love" 2. "Happy For You" Encore 1. "Physical" 2. "Dance the Night" 3. "Don't Start Now" 4. "Houdini" |

#### 2025
O repertório abaixo é representativo do concerto ocorrido em Melbourne, realizado em 17 de março de 2025, podendo não corresponder necessariamente aos outros shows da turnê.
| Ato I 1. "Training Season" 2. "End Of An Era" 3. "Break My Heart" 4. "One Kiss" Ato II 1. "Whatcha Doing" 2. "Levitating" 3. "These Walls" 4. Canção surpresa 5. "Maria" Ato III 1. "Physical" 2. "Electricity" 3. "Hallucinate" 4. "Illusion" | Ato IV 1. "Falling Forever" 2. "Happy For You" 3. "Love Again" 4. "Anything For Love" 5. "Be the One" Encore 1. "New Rules" 2. "Dance the Night" 3. "Don't Start Now" 4. "Houdini" |

#### Canções surpresa
A partir dos shows na Oceania, Lipa revelou que incluiria, no segundo ato da turnê, um cover de um artista local como forma de homenagear os países visitados pela Radical Optimism Tour, denominados "canções surpresas". Foram elas:

#### Oceania
| Canções surpresas por apresentação | Canções surpresas por apresentação | Canções surpresas por apresentação | Canções surpresas por apresentação |
| Cidade                             | Data                               | Artista                            | Canção                             |
| ---------------------------------- | ---------------------------------- | ---------------------------------- | ---------------------------------- |
| Melbourne                          | 17 de março de 2025                | AC/DC                              | "Highway to Hell"                  |
| Melbourne                          | 19 de março de 2025                | Natalie Imbruglia                  | "Torn"                             |
| Melbourne                          | 20 de março de 2025                | Kylie Minogue                      | "Can't Get You Out of My Head"     |
| Melbourne                          | 22 de março de 2025                | Troye Sivan                        | "Rush"                             |
| Melbourne                          | 23 de março de 2025                | Vance Joy                          | "Riptide"                          |
| Sydney                             | 26 de março de 2025                | INXS                               | "Never Tear Us Apart"              |
| Sydney                             | 28 de março de 2025                | Tame Impala                        | "The Less I Know the Better"       |
| Sydney                             | 29 de março de 2025                | Angus Stone                        | "Big Jet Plane"                    |
| Auckland                           | 2 de abril de 2025                 | Lorde                              | "Royals"                           |
| Auckland                           | 4 de abril de 2025                 | Crowded House                      | "Don't Dream It's Over"            |

#### Europa
| Canções surpresas por apresentação | Canções surpresas por apresentação | Canções surpresas por apresentação | Canções surpresas por apresentação |
| Cidade                             | Data                               | Artista                            | Canção                             |
| ---------------------------------- | ---------------------------------- | ---------------------------------- | ---------------------------------- |
| Madrid                             | 11 de maio de 2025                 | Enrique Iglesias                   | "Hero"                             |
| Madrid                             | 12 de maio de 2025                 | Manu Chao                          | "Me Gustas Tu"                     |
| Lyon                               | 15 de maio de 2025                 | Indila                             | "Dernière Danse"                   |
| Lyon                               | 16 de maio de 2025                 | Daft Punk                          | "Get Lucky"                        |
| Hamburgo                           | 19 de maio de 2025                 | Nena                               | "99 Luftballons"                   |
| Hamburgo                           | 20 de maio de 2025                 | Scorpions                          | "Wind of Change"                   |
| Paris                              | 23 de maio de 2025                 | Alizée                             | "Moi… Lolita"                      |
| Paris                              | 24 de maio de 2025                 | Vanessa Paradis                    | "Be My Baby"                       |
| Praga                              | 27 de maio de 2025                 | Ewa Farna                          | "Na Ostří Nože"                    |
| Praga                              | 28 de maio de 2025                 | Ewa Farna                          | "Na Ostří Nože"                    |
| Munique                            | 31 de maio de 2025                 | Alphaville                         | "Forever Young"                    |
| Munique                            | 1 de junho de 2025                 | Milky Chance                       | "Stolen Dance"                     |
| Amsterdã                           | 3 de junho de 2025                 | André Hazes                        | "Bloed, Zweet en Tranen"           |
| Amsterdã                           | 4 de junho de 2025                 | Martin Garrix                      | "Scared to Be Lonely"              |
| Milão                              | 7 de junho de 2025                 | Raffaella Carrà                    | "A Far L'amore Comincia Tu"        |
| Antuérpia                          | 11 de junho de 2025                | Axelle Red                         | "Sensualité"                       |
| Antuérpia                          | 12 de junho de 2025                | Pierre de Maere                    | "Un Jour Je Marierai Un Ange"      |
| Antuérpia                          | 13 de junho de 2025                | Angèle                             | "Fever"                            |
| Londres                            | 20 de junho de 2025                | Jamiroquai                         | "Virtual Insanity"                 |
| Londres                            | 21 de junho de 2025                | Charli xcx                         | "360"                              |
| Liverpool                          | 24 de junho de 2025                | The Zutons                         | "Valerie"                          |
| Liverpool                          | 25 de junho de 2025                | The Beatles                        | "Hey Jude"                         |
| Dublin                             | 27 de junho de 2025                | Sinéad O'Connor                    | "Nothing Compares 2 U"             |
| Pristina                           | 1 de agosto de 2025                | Dukagjin Lipa                      | "Era"                              |

### Datas
| Data                   | Cidade           | País             | Local                            | Atos de Abertura           | Público                | Receita        |
| Ásia                   | Ásia             | Ásia             | Ásia                             | Ásia                       | Ásia                   | Ásia           |
| ---------------------- | ---------------- | ---------------- | -------------------------------- | -------------------------- | ---------------------- | -------------- |
| 5 de novembro de 2024  | Singapura        | Singapura        | Estádio Indoor de Singapura      | —                          | 18,849 / 18,849 (100%) | US$3,058,093   |
| 6 de novembro de 2024  | Singapura        | Singapura        | Estádio Indoor de Singapura      | —                          | 18,849 / 18,849 (100%) | US$3,058,093   |
| 13 de novembro de 2024 | Manila           | Filipinas        | Philippine Arena                 | —                          | 24,986 / 24,986 (100%) | US$2,434,968   |
| 16 de novembro de 2024 | Tóquio           | Japão            | Saitama Super Arena              | —                          | 38,310 / 38,310 (100%) | US$4,967,068   |
| 17 de novembro de 2024 | Tóquio           | Japão            | Saitama Super Arena              | —                          | 38,310 / 38,310 (100%) | US$4,967,068   |
| 20 de novembro de 2024 | Taipei           | Taiwan           | Rakuten Taoyuan Baseball Stadium | —                          | 20,834 / 20,834 (100%) | US$3,097,124   |
| 23 de novembro de 2024 | Kuala Lumpur     | Malásia          | Axiata Arena                     | —                          | 19,173 / 19,173 (100%) | US$2,797,362   |
| 24 de novembro de 2024 | Kuala Lumpur     | Malásia          | Axiata Arena                     | —                          | 19,173 / 19,173 (100%) | US$2,797,362   |
| 27 de novembro de 2024 | Bangkok          | Tailândia        | Impact Arena                     | —                          | 13,592 / 13,592 (100%) | US$1,546,086   |
| 30 de novembro de 2024 | Bombaim          | Índia            | MMRDA Grounds                    | —                          | —                      | —              |
| 4 de dezembro de 2024  | Seul             | Coreia do Sul    | Gocheok Sky Dome                 | —                          | 30,209 / 30,209 (100%) | US$3,103,169   |
| 5 de dezembro de 2024  | Seul             | Coreia do Sul    | Gocheok Sky Dome                 | —                          | 30,209 / 30,209 (100%) | US$3,103,169   |
| Oceania                |                  |                  |                                  |                            |                        |                |
| 17 de março de 2025    | Melbourne        | Austrália        | Rod Laver Arena                  | Kita Alexander             | —                      | —              |
| 19 de março de 2025    | Melbourne        | Austrália        | Rod Laver Arena                  | Kita Alexander             | —                      | —              |
| 20 de março de 2025    | Melbourne        | Austrália        | Rod Laver Arena                  | Kita Alexander             | —                      | —              |
| 22 de março de 2025    | Melbourne        | Austrália        | Rod Laver Arena                  | Kita Alexander             | —                      | —              |
| 23 de março de 2025    | Melbourne        | Austrália        | Rod Laver Arena                  | Kita Alexander             | —                      | —              |
| 26 de março de 2025    | Sydney           | Austrália        | Qudos Bank Arena                 | Kita Alexander             | 47,675 / 47,675 (100%) | US$5,401,009   |
| 28 de março de 2025    | Sydney           | Austrália        | Qudos Bank Arena                 | Kita Alexander             | 47,675 / 47,675 (100%) | US$5,401,009   |
| 29 de março de 2025    | Sydney           | Austrália        | Qudos Bank Arena                 | Kita Alexander             | 47,675 / 47,675 (100%) | US$5,401,009   |
| 2 de abril de 2025     | Auckland         | Nova Zelândia    | Spark Arena                      | Kita Alexander             | —                      | —              |
| 4 de abril de 2025     | Auckland         | Nova Zelândia    | Spark Arena                      | Kita Alexander             | —                      | —              |
| Europa                 |                  |                  |                                  |                            |                        |                |
| 11 de maio de 2025     | Madrid           | Espanha          | WiZink Center                    | Alessi Rose                | —                      | —              |
| 12 de maio de 2025     | Madrid           | Espanha          | WiZink Center                    | Alessi Rose                | —                      | —              |
| 15 de maio de 2025     | Lyon             | França           | LDLC Arena                       | Alessi Rose                | —                      | —              |
| 16 de maio de 2025     | Lyon             | França           | LDLC Arena                       | Alessi Rose                | —                      | —              |
| 19 de maio de 2025     | Hamburgo         | Alemanha         | Barclays Arena                   | Alessi Rose                | —                      | —              |
| 20 de maio de 2025     | Hamburgo         | Alemanha         | Barclays Arena                   | Alessi Rose                | —                      | —              |
| 23 de maio de 2025     | Paris            | França           | Paris La Défense Arena           | Alessi Rose                | 86,000/86,000 (100%)   | $9,000,000     |
| 24 de maio de 2025     | Paris            | França           | Paris La Défense Arena           | Alessi Rose                | 86,000/86,000 (100%)   | $9,000,000     |
| 27 de maio de 2025     | Praga            | República Tcheca | O2 Arena                         | Alessi Rose                | —                      | —              |
| 28 de maio de 2025     | Praga            | República Tcheca | O2 Arena                         | Alessi Rose                | —                      | —              |
| 31 de maio de 2025     | Munique          | Alemanha         | Olympiahalle                     | Alessi Rose                | —                      | —              |
| 1 de junho de 2025     | Munique          | Alemanha         | Olympiahalle                     | Alessi Rose                | —                      | —              |
| 3 de junho de 2025     | Amsterdã         | Países Baixos    | Ziggo Dome                       | Alessi Rose                | —                      | —              |
| 4 de junho de 2025     | Amsterdã         | Países Baixos    | Ziggo Dome                       | Alessi Rose                | —                      | —              |
| 7 de junho de 2025     | Milão            | Itália           | Hipódromo Snai La Maura          | Merk & Kremont Alessi Rose | —                      | —              |
| 11 de junho de 2025    | Antuérpia        | Bélgica          | Sportpaleis                      | Alessi Rose                | —                      | —              |
| 12 de junho de 2025    | Antuérpia        | Bélgica          | Sportpaleis                      | Alessi Rose                | —                      | —              |
| 13 de junho de 2025    | Antuérpia        | Bélgica          | Sportpaleis                      | Alessi Rose                | —                      | —              |
| 20 de junho de 2025    | Londres          | Reino Unido      | Estádio de Wembley               | Alessi Rose Dove Cameron   | 151,000/151,000 (100%) | US$19,100,000  |
| 21 de junho de 2025    | Londres          | Reino Unido      | Estádio de Wembley               | Alessi Rose Dove Cameron   | 151,000/151,000 (100%) | US$19,100,000  |
| 24 de junho de 2025    | Liverpool        | Reino Unido      | Anfield                          | Alessi Rose Dove Cameron   | —                      | —              |
| 25 de junho de 2025    | Liverpool        | Reino Unido      | Anfield                          | Alessi Rose Dove Cameron   | —                      | —              |
| 27 de junho de 2025    | Dublin           | Irlanda          | Aviva Stadium                    | Alessi Rose Dove Cameron   | —                      | —              |
| 1 de agosto de 2025    | Pristina         | Kosovo           | Sunny Hill Festival Park         | —                          | —                      | —              |
| América do Norte       |                  |                  |                                  |                            |                        |                |
| 1 de setembro de 2025  | Toronto          | Canadá           | Scotiabank Arena                 | CIL                        | —                      | —              |
| 2 de setembro de 2025  | Toronto          | Canadá           | Scotiabank Arena                 | CIL                        | —                      | —              |
| 5 de setembro de 2025  | Chicago          | Estados Unidos   | United Center                    | CIL                        | —                      | —              |
| 6 de setembro de 2025  | Chicago          | Estados Unidos   | United Center                    | CIL                        | —                      | —              |
| 9 de setembro de 2025  | Boston           | Estados Unidos   | TD Garden                        | CIL                        | —                      | —              |
| 10 de setembro de 2025 | Boston           | Estados Unidos   | TD Garden                        | CIL                        | —                      | —              |
| 13 de setembro de 2025 | Atlanta          | Estados Unidos   | State Farm Arena                 | CIL                        | —                      | —              |
| 14 de setembro de 2025 | Atlanta          | Estados Unidos   | State Farm Arena                 | CIL                        | —                      | —              |
| 17 de setembro de 2025 | Nova Iorque      | Estados Unidos   | Madison Square Garden            | CIL                        | —                      | —              |
| 18 de setembro de 2025 | Nova Iorque      | Estados Unidos   | Madison Square Garden            | CIL                        | —                      | —              |
| 20 de setembro de 2025 | Nova Iorque      | Estados Unidos   | Madison Square Garden            | CIL                        | —                      | —              |
| 21 de setembro de 2025 | Nova Iorque      | Estados Unidos   | Madison Square Garden            | CIL                        | —                      | —              |
| 26 de setembro de 2025 | Miami            | Estados Unidos   | Kaseya Center                    | CIL                        | —                      | —              |
| 27 de setembro de 2025 | Miami            | Estados Unidos   | Kaseya Center                    | CIL                        | —                      | —              |
| 30 de setembro de 2025 | Dallas           | Estados Unidos   | American Airlines Center         | CIL                        | —                      | —              |
| 1 de outubro de 2025   | Dallas           | Estados Unidos   | American Airlines Center         | CIL                        | —                      | —              |
| 4 de outubro de 2025   | Inglewood        | Estados Unidos   | Kia Forum                        | CIL                        | —                      | —              |
| 5 de outubro de 2025   | Inglewood        | Estados Unidos   | Kia Forum                        | CIL                        | —                      | —              |
| 7 de outubro de 2025   | Inglewood        | Estados Unidos   | Kia Forum                        | CIL                        | —                      | —              |
| 8 de outubro de 2025   | Inglewood        | Estados Unidos   | Kia Forum                        | CIL                        | —                      | —              |
| 11 de outubro de 2025  | São Francisco    | Estados Unidos   | Chase Center                     | CIL                        | —                      | —              |
| 12 de outubro de 2025  | São Francisco    | Estados Unidos   | Chase Center                     | CIL                        | —                      | —              |
| 15 de outubro de 2025  | Seattle          | Estados Unidos   | Climate Pledge Arena             | CIL                        | —                      | —              |
| 16 de outubro de 2025  | Seattle          | Estados Unidos   | Climate Pledge Arena             | CIL                        | —                      | —              |
| América Latina         |                  |                  |                                  |                            |                        |                |
| 7 de novembro de 2025  | Buenos Aires     | Argentina        | Estádio River Plate              | —                          | —                      | —              |
| 8 de novembro de 2025  | Buenos Aires     | Argentina        | Estádio River Plate              | —                          | —                      | —              |
| 11 de novembro de 2025 | Santiago         | Chile            | Estádio Nacional de Chile        | —                          | —                      | —              |
| 12 de novembro de 2025 | Santiago         | Chile            | Estádio Nacional de Chile        | —                          | —                      | —              |
| 15 de novembro de 2025 | São Paulo        | Brasil           | Estádio Morumbis                 | —                          | —                      | —              |
| 22 de novembro de 2025 | Rio de Janeiro   | Brasil           | Estádio Olímpico Nilton Santos   | —                          | —                      | —              |
| 25 de novembro de 2025 | Lima             | Peru             | Estádio Universidad San Marcos   | —                          | —                      | —              |
| 28 de novembro de 2025 | Bogotá           | Colômbia         | Estádio El Campín                | —                          | —                      | —              |
| 1 de dezembro de 2025  | Cidade do México | México           | Estádio GNP Seguros              | —                          | —                      | —              |
| 2 de dezembro de 2025  | Cidade do México | México           | Estádio GNP Seguros              | —                          | —                      | —              |
| 5 de dezembro de 2025  | Cidade do México | México           | Estádio GNP Seguros              | —                          | —                      | —              |
| Total                  | Total            | Total            | Total                            | Total                      | 960,000/960,000 (100%) | US$112,300,000 |

### Apresentações canceladas
| Data                  | Cidade  | País      | Local           | Motivo                       | Ref.   |
| --------------------- | ------- | --------- | --------------- | ---------------------------- | ------ |
| 9 de novembro de 2024 | Jakarta | Indonésia | Indonesia Arena | Riscos de segurança no palco | [ 11 ] |